# Огагін Григорій Федорович
Григорій Федорович Огагін — радянський партійний діяч, секретар Полтавського обласного комітету КПУ, 1-й секретар Шишацького районного комітету КП(б)У Полтавської області. Кандидат історичних наук, доцент Полтавського сільськогосподарського інституту.

## Біографія
Член ВКП(б).
У 1944—1947 роках — 1-й секретар Шишацького районного комітету КП(б)У Полтавської області.
На 1947—1948 роки — заступник завідувача відділу кадрів Полтавського обласного комітету КП(б)У.
З 1948 до січня 1951 року — заступник завідувача відділу партійних, профспілкових і комсомольських органів Полтавського обласного комітету КП(б)У.
У січні 1951 — грудні 1955 року — завідувач відділу партійних, профспілкових і комсомольських органів Полтавського обласного комітету КПУ.
15 грудня 1955 — 5 лютого 1960 року — секретар Полтавського обласного комітету КПУ з питань промисловості.
У 1960—1965 роках — директор Полтавської міжобласної трирічної сільськогосподарської школи з підготовки керівних колгоспних та радгоспних кадрів.
Потім — доцент Полтавського сільськогосподарського інституту.
Подальша доля невідома.

## Нагороди та відзнаки
- орден Вітчизняної війни ІІ ст. (1.02.1945)
- два ордени Трудового Червоного Прапора (23.01.1948, 26.02.1958)
- медалі